# Brian Wells
Brian Douglas Wells (* 15. November 1956; † 28. August 2003 in Erie, Pennsylvania) war ein US-amerikanischer Mann, der im Jahr 2003 in einen komplexen Kriminalfall verwickelt wurde, der in den Medien auch als Pizza-Bomber-Fall bekannt wurde. Nach einem höchst ungewöhnlichen, von ihm selbst durchgeführten Banküberfall wurde er durch die Explosion eines um seinen Hals befestigten Sprengsatzes getötet. Im Anschluss an die Ermittlungen wurde davon ausgegangen, dass er als Mittäter an der Planung des Überfalls beteiligt war. Durch die neue Aussage einer Zeugin im Jahr 2018 wurde seine genaue Rolle jedoch in Frage gestellt.

## Tatablauf
Nachdem er die High School 1973 abgebrochen hatte, arbeitete Wells 30 Jahre lang als Pizzabote. Er galt als guter und zuverlässiger Mitarbeiter. Am Nachmittag des 28. August 2003 erhielt Wells den Auftrag, zwei Pizzen an eine Adresse etwas außerhalb der Stadt Erie im US-Bundesstaat Pennsylvania auszuliefern. Dabei handelte es sich um den abgelegenen Sendemast eines lokalen Fernsehsenders an einer unbefestigten Straße. Wells traf dort auf mehrere Personen, mit denen vereinbart war, dass sie eine Bombenattrappe um seinen Hals befestigen, um im Anschluss die Filiale einer lokalen Bank auszurauben.  Im Falle einer Verhaftung durch die Polizei sollte er vortäuschen, drei Afroamerikaner hätten ihn überfallen und zum Anlegen des Sprengsatzes gezwungen. Als bei dem Treffen klar wurde, dass keine Attrappe, sondern eine echte Bombe verwendet werden sollte, versuchte Wells zu flüchten, gab nach einem Warnschuss aber seinen Widerstand auf und die Bombe wurde um seinen Hals befestigt. 
Wenig später betrat er die PNC Bank auf der Peach Street mit einem übergroßen T-Shirt, unter dem die Bombe verborgen war, zusätzlich bewaffnet mit einem als Spazierstock getarnten, selbstgebauten Gewehr, und verlangte die Herausgabe von 250.000 US-Dollar aus dem Tresor. Wells bedrohte niemanden mit dem Gewehr, sondern erklärte, dass sich eine Bombe in dem mit einem Schloss um seinen Hals gebundenen Kästchen befinde. Der angesprochene Bankangestellte antwortete, dass es aufgrund von Sicherheitsmaßnahmen nicht möglich sei, den Tresor kurzfristig zu öffnen, und übergab lediglich die 8.702 US-Dollar aus der Kasse. Daraufhin fuhr Wells mit seinem Auto davon, wurde aber nur 15 Minuten später durch an der Fahndung beteiligte Polizeistreifen gestellt. Gefasst erzählte er den Polizisten, er sei an dem Sendemast von drei Männern überwältigt worden und eine mit Zeitzündern versehene Bombe sei an seinem Hals befestigt. Er sei mit der Schusswaffe ausgestattet und gezwungen worden, den Banküberfall zu begehen. Wells sagte, er habe nicht mehr viel Zeit, die Polizisten müssten ihm helfen. Während er sich auf den Boden knien musste, quälten sich Sprengstoffexperten durch den Verkehr. Die Polizei unternahm aus Gründen der Eigensicherung keinen eigenen Versuch, die etwa 15 Pfund schwere Bombe in Form einer einzelnen großen Handschelle zu entschärfen; stattdessen ließen sie Wells, die Hände auf den Rücken gefesselt, in Erwartung des Entschärfungsteams mit einem Sicherheitsabstand auf dem Parkplatz sitzen. Drei Minuten vor der Ankunft der Spezialkräfte explodierte der Sprengsatz im Inneren und schlug Wells ein faustgroßes Loch in die Brust. Er starb kurze Zeit später noch am Tatort. In seinem Auto fand man später einen Zettel mit ausführlichen Anweisungen an die „Bombengeisel“, die zunächst den Banküberfall ausführen sollte. Anschließend sollte eine Art Schnitzeljagd stattfinden, an deren Ende in Aussicht gestellt wurde, von der Bombe befreit zu werden. Es stellte sich allerdings durch die Ermittlungen heraus, dass es im vorgegebenen Zeitrahmen unmöglich war, das Ziel zu erreichen, und der Tod von Wells somit unausweichlich war.

## Ermittlungen
Bei der Autopsie wurde dem Leichnam von Brian Wells der Kopf chirurgisch abgetrennt, um die angebrachte Apparatur unbeschädigt untersuchen zu können. Dieser Umstand wurde später von Familienangehörigen und in der Presse kritisch diskutiert. Bei der Vorrichtung handelte es sich um eine Apparatur aus Metall in Form einer einzelnen, übergroßen Handschelle mit einer angesetzten, um 90 Grad abgekippten Box zur Positionierung vor der Brust, welche den Sprengstoff, die Zeitzünder und daneben noch weiteres Material und Drähte enthielt, welche die Konstruktion verkomplizieren und so den möglichen Versuch einer Entschärfung vereiteln sollten.
Am 20. September 2003, knapp einen Monat nach dem Tod von Wells, meldete sich ein Mann namens William Rothstein bei der Polizei und gab an, dass in seiner Tiefkühltruhe eine gefrorene Leiche liege. Ihm gehörte ein Anwesen, welches direkt neben dem Sendemast lag, zu dem Wells vor dem Banküberfall bestellt wurde. Rothstein sagte aus, dass es sich bei der Leiche um James Roden handle, welcher der Freund einer Frau namens Marjorie Diehl-Armstrong gewesen sei, mit der er in den 1960er und Anfang der 1970er Jahre selbst eine Beziehung gehabt habe.
Diehl-Armstrong habe ihm gegenüber angegeben, nach einem Streit um Geld ihren Freund Roden mit einer Flinte in den Rücken geschossen zu haben. Sie habe den Anrufer Rothstein gebeten, ihr bei der Beseitigung der Spuren zu helfen. Zusammen hätten sie den Tatort gesäubert und von dort aus die Leiche in die 16 Kilometer entfernte Tiefkühltruhe in Rothsteins Garage gebracht. Dieser habe später die Tatwaffe sorgfältig eingeschmolzen und das Metall an mehreren Stellen in der Stadt verteilt, es aber nicht fertiggebracht, die Leiche, wie es vereinbart war, zu zermahlen und verschwinden zu lassen. Nachdem die Leiche bereits fünf Wochen in der Tiefkühltruhe gelegen habe (als Tatzeitpunkt wurde Mitte August 2003 genannt), habe sich Rothstein zu dem Anruf bei der Polizei entschlossen, da er die Reaktion Diehl-Armstrongs auf die unterlassene Leichenbeseitigung gefürchtet habe.
Weiterhin gab er an, dass ihn die Situation so stark belaste, dass er Selbstmordgedanken hege. Ein entsprechender vorbereiteter Abschiedsbrief wurde in seinem Schreibtisch gefunden. Dieser begann mit dem Satz: „Das hat nichts mit dem Wells-Fall zu tun.“ Diehl-Armstrong wurde bereits am folgenden Tag wegen des Mordes verhaftet, bekannte sich im Januar 2005 schuldig und erhielt eine Haftstrafe von 7–20 Jahren. Zu diesem Zeitpunkt war William Rothstein bereits tot, da er im Juli 2004 an Lymphdrüsenkrebs starb. Er wurde 60 Jahre alt.
Der Mord an Roden war möglicherweise bereits der dritte, den Diehl-Armstrong begangen hatte. Im Jahr 1984 war sie angeklagt, ihren damaligen Freund, Robert Thomas, ermordet zu haben. Sie selbst gab an, die sechs Schüsse in Notwehr abgegeben zu haben, und wurde freigesprochen. 1988 starb ihr Mann, Richard Armstrong, an einer Hirnblutung; dieses Mal wurde ein Unfall angenommen. Bereits kurz nach ihrer Verurteilung meldete sich Diehl-Armstrong im April 2005 erneut bei den Behörden und bot an, im Gegenzug für die Verlegung in ein Gefängnis, das näher an Erie liegt und in dem bessere Haftbedingungen herrschen, ihr Wissen über den Wells-Fall preiszugeben. In ihrer Vernehmung räumte sie ihre Beteiligung an der Tat ein. Ferner führte sie aus, dass Wells in den Plan vorab eingeweiht und dass Rothstein der Kopf hinter der Sache gewesen sei. Bereits vor ihrem Geständnis hatten die Ermittler von vier verschiedenen Zeugen Hinweise über einen Zusammenhang zwischen Diehl-Armstrong und dem Wells-Fall erhalten, denen gegenüber sich Diehl-Armstrong detailliert zu dem Verbrechen geäußert hatte. Einer von ihnen schilderte, dass Diehl-Armstrong den Verrat des geplanten Bankraubes durch ihren damaligen Freund James Roden befürchtet und sie ihn deshalb erschossen habe.
Ende 2005 wurde dann der letzte Komplize, Kenneth Barnes, bekannt. Dieser hatte sich gegenüber seinem Schwager verraten, woraufhin dieser sich an die Polizei wandte. Barnes, der sich bereits wegen eines Drogenvergehens im Gefängnis befand, erklärte sich für eine Strafermäßigung bereit, vollumfänglich im Wells-Fall auszusagen. Zunächst bestätigte er den Verdacht der Ermittler, dass Diehl-Armstrong, die er von gemeinsamen Angelausflügen kannte, der Kopf hinter der Sache war. Das Motiv hinter der Tat war, dass Diehl-Armstrong mit dem Geld aus dem Banküberfall Barnes dafür bezahlen wollte, dass er ihren Vater töten sollte. Sie ging nämlich davon aus, dass dieser gerade dabei war, sein Vermögen zu verschwenden, und erhoffte sich von seinem verfrühten Ableben ein höheres Erbe. Später wurde bekannt, dass dieses Erbe tatsächlich bereits großteils ausgegeben und die Tochter enterbt worden war.
Nachdem die Ermittlungen im Wesentlichen abgeschlossen waren, ließen sich weitere Fragen klären. Der Hintergrund der umständlichen Schnitzeljagd war vermutlich nur der Versuch, die Polizei abzuschütteln, verbunden mit der Idee, dass Wells, falls er geschnappt würde, glaubhaft machen könnte, dass er zur Tat gezwungen worden war. In diesem Zusammenhang wurde festgestellt, dass die Bombe so konstruiert war, dass sie bei jedem Versuch, sie zu entfernen, vorzeitig explodiert wäre. Daher gehen die Ermittler davon aus, dass Wells in jedem Fall sterben sollte. 
Brian Wells wurde von Barnes, der als Crackdealer aktiv war, für die Sache angeworben. Wells suchte zu dieser Zeit regelmäßig eine Prostituierte namens Jessica Hoopsick auf, die er mit Crack bezahlte. Da er zu der Zeit aber kein Geld übrig hatte, ließ sich Wells angeblich zu dem Bankraub überreden, von dessen Beute ihm ein Anteil versprochen wurde. Kenneth Barnes wurde am 3. Dezember 2008 zu 45 Jahren und Marjorie Diehl-Armstrong am 28. Februar 2011 zu einer lebenslangen Freiheitsstrafe plus 30 Jahren verurteilt, zusätzlich zu ihrer für den Mord an Roden bereits angetretenen Haftstrafe.

### Neue Zeugenaussage im Jahr 2018
Der Pizza-Bomber-Fall erlangte große Aufmerksamkeit in den Medien und wurde mehrfach durch Journalisten und Autoren behandelt (s. u.). Im Rahmen der vierteiligen Dokumentation Evil Genius: The True Story of America’s Most Diabolical Bank Heist des Streamingdiensts Netflix wurde 2018 bekannt, dass die Prostituierte Jessica Hoopsick sich zu ihrer Beteiligung an dem Fall bekannte. Sie hatte laut eigener Aussage im Jahr 2003 den Kontakt zwischen Wells und Kenneth Barnes vermittelt, weil letzterer einen „Laufburschen“ suchte und sie Wells als einen „Schwächling“ beschrieb. Sie drückte Bedauern über ihre Beteiligung aus und erklärte, Brian Wells habe kein tieferes Wissen in die Planungen über den Banküberfall besessen. Diese Aussage ist vor allem deshalb relevant, weil nach den geltenden Gesetzen des Bundesstaates Pennsylvania eine mögliche Verurteilung der noch lebenden Beteiligten wegen Mordes (welcher keiner Verjährungsfrist unterliegt) an Brian Wells nur dann möglich wäre, wenn es sich bei ihm nicht um einen Mittäter gehandelt hat. Der Verdacht, dass die These der Mittäterschaft durch die Verurteilten aufrechterhalten wird, um selber der Todesstrafe zu entgehen, hat sich bisher weder belegen noch widerlegen lassen. Der ATF-Agent Jason Wick sagte dazu, dass Hoopsick sich bei den ursprünglichen Ermittlungen 2003 unkooperativ gezeigt und so bei den Behörden lange der Verdacht bestanden habe, dass sie mehr Informationen über den Fall besäße, dass aber auch ihre Glaubwürdigkeit gegebenenfalls zweifelhaft sein könne.

## Filmische Verarbeitung
Der Bankraub um Brian Wells wurde in mehreren Fernsehserien aufgegriffen. Darunter waren:
- Criminal Intent (Episode 3x13: Hochexplosiv, 2004)
- Criminal Minds (Episode 1x03: Rot oder Blau, 2005)
- Bones (Episode 5x10: Was vom Mann der Weihnacht übrig blieb, 2009)
- The Mentalist (Episode 3x23: Bomben, 2011)
- Almost Human (Episode 1x07: Simon Says, 2014)
- Evil Genius: The True Story of America’s Most Diabolical Bank Heist (vierteilige Netflix-Dokumentation, 2018)

Außerdem ist die Kinokomödie 30 Minuten oder weniger (2011) an die Ereignisse in Erie angelehnt.
Neben der vierteiligen Netflix-Dokuserie gibt es TV-Dokumentationen zum Brian-Wells-Fall:
- CopyCat Killers, Staffel 2 Folge 3: Saw – Tödliche Schnitzeljagd, USA 2016[3]
- The Price of Duty – Ermittler und ihr härtester Fall, Staffel 1 Folge 2: Detective Clark und eine mysteriöse Spur, USA 2018[4]